# Capitanía del Gran Pará
La capitanía del Gran Pará (del tupí-guaraní, "río-mar") fue una de las unidades administrativas de la América portuguesa, creada en 1616 a partir del desmembramiento de la capitanía del Maranhão y de la conquista de nuevos territorios.

## Historia
La etimología del nombre de la antigua unidad administrativa deriva del río Pará, que corta la región y antiguamente se creía una prolongación directa del río Amazonas. El origen de dicho cuerpo de agua se encuentra en la palabra tupí-guaraní "pa'ra" y que significa "río del tamaño del mar" o "río grande", debido a que por su gran extensión parecía un mar. Al llegar a la región, los portugueses de entrada nombraron el territorio con el nombre de Feliz Luzitânia, en homenaje a Portugal, que fue sustituido en 1534 por Gran Pará (gran río), siendo en 1850 finalmente recortado a únicamente Pará.
La capitanía del Gran Pará, o sólo Pará, tiene su origen en el contexto de conquista del río Amazonas, periodo de conflicto con fuerzas extranjeras. De entrada la región fue denominada con la terminología de "Conquista del Pará", sin embargo también es utilizado el término "Río de las Amazonas". El documento más antiguo que hace mención al término capitanía, para denominar la región de la conquista, es posterior al año de 1620. Por siguiente la legitimación del territorio como capitanía sólo ocurre en paralelo la creación del estado del Maranhão, el año de 1621.

## Cronología
| Año  | Evento(s) |
| ---- | --- |
| 1534 | La Corona portuguesa en cabeza de Juan III divide al Brasil en 14 capitanías hereditarias, entre ellas la del Maranhão que incluía el territorio del actual estado del Pará (antigua capitanía del Gran Pará). |

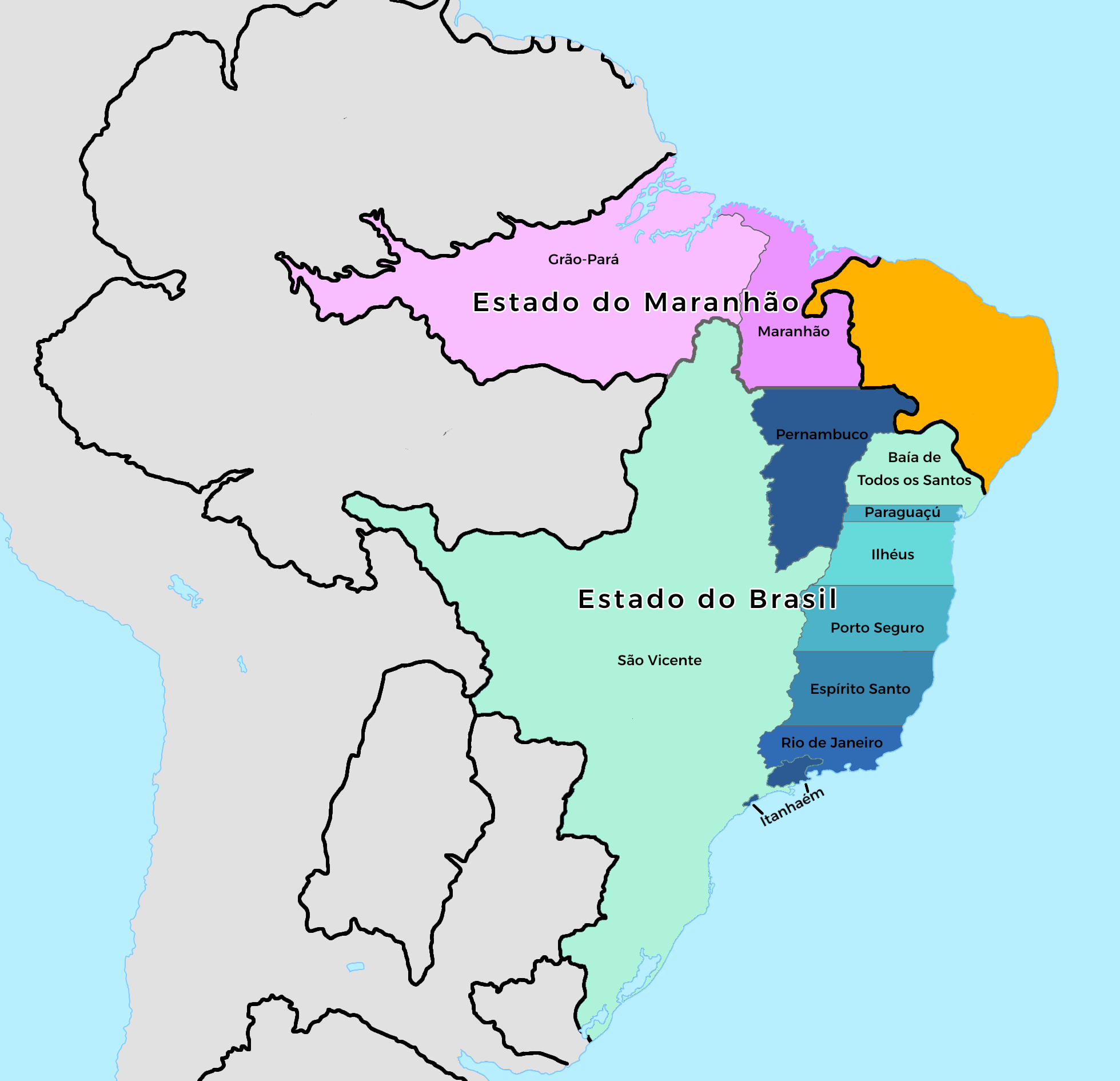
Brasil en 1647.

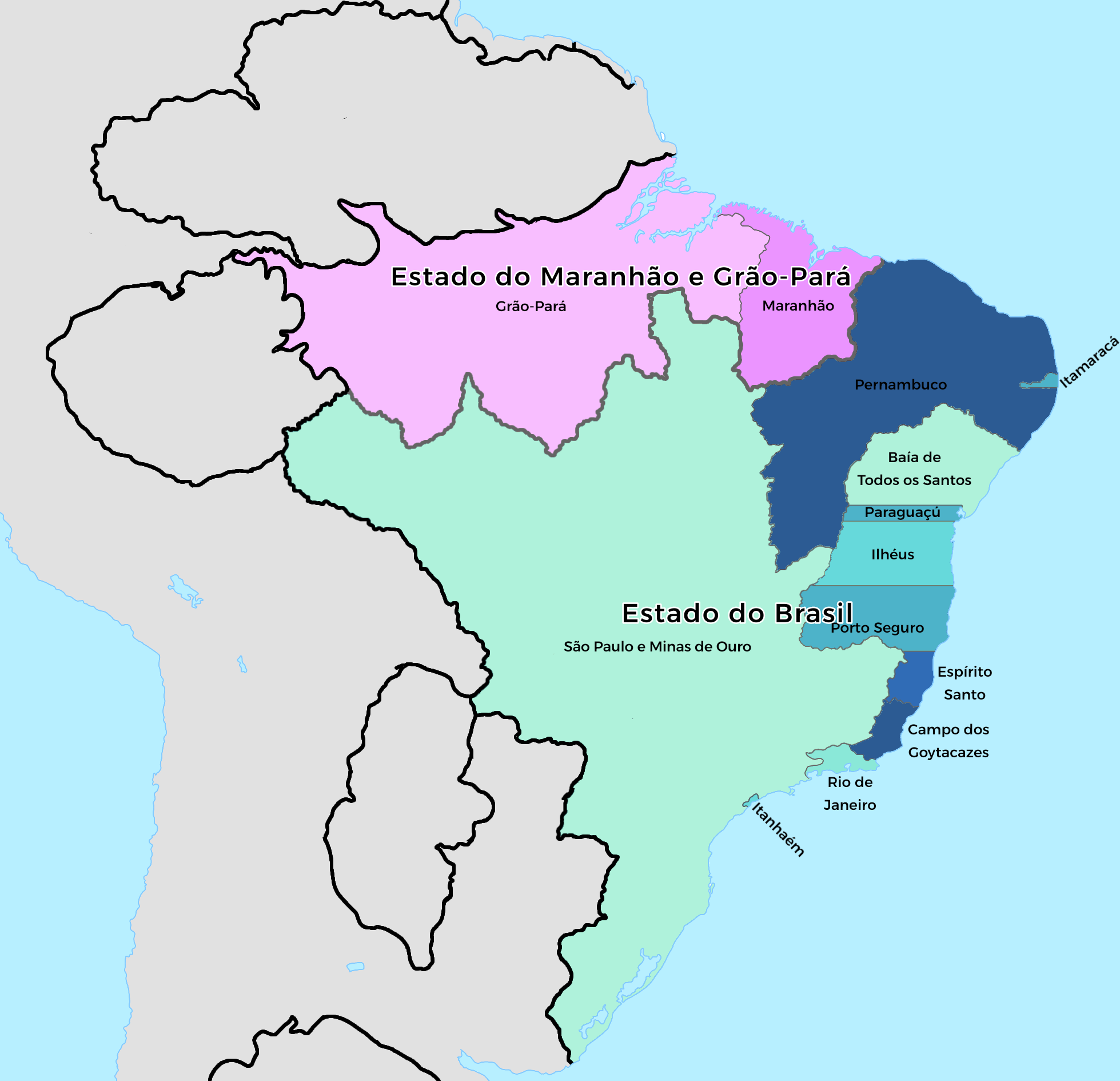
Brasil en 1709.

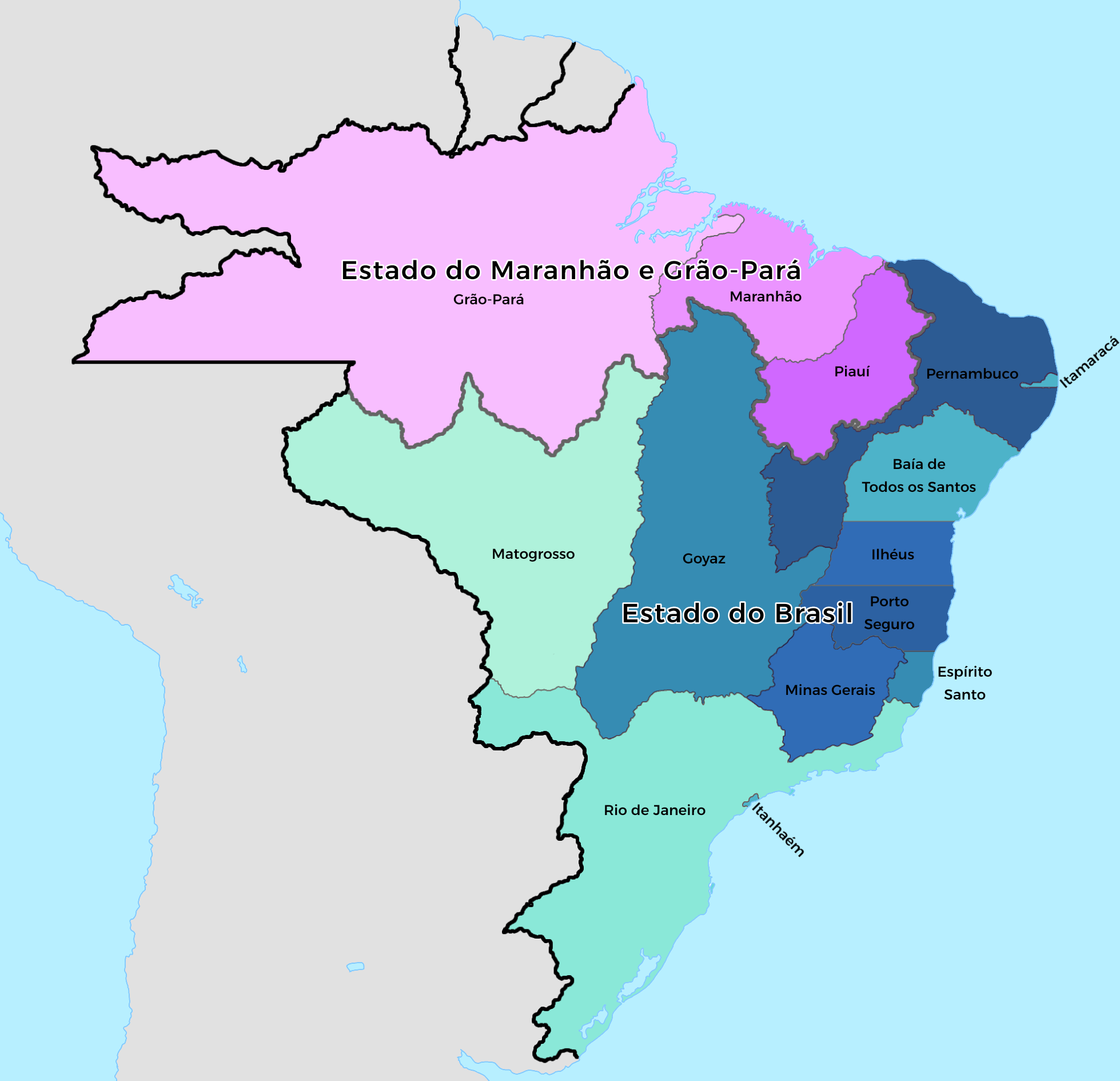
Brasil en 1750.

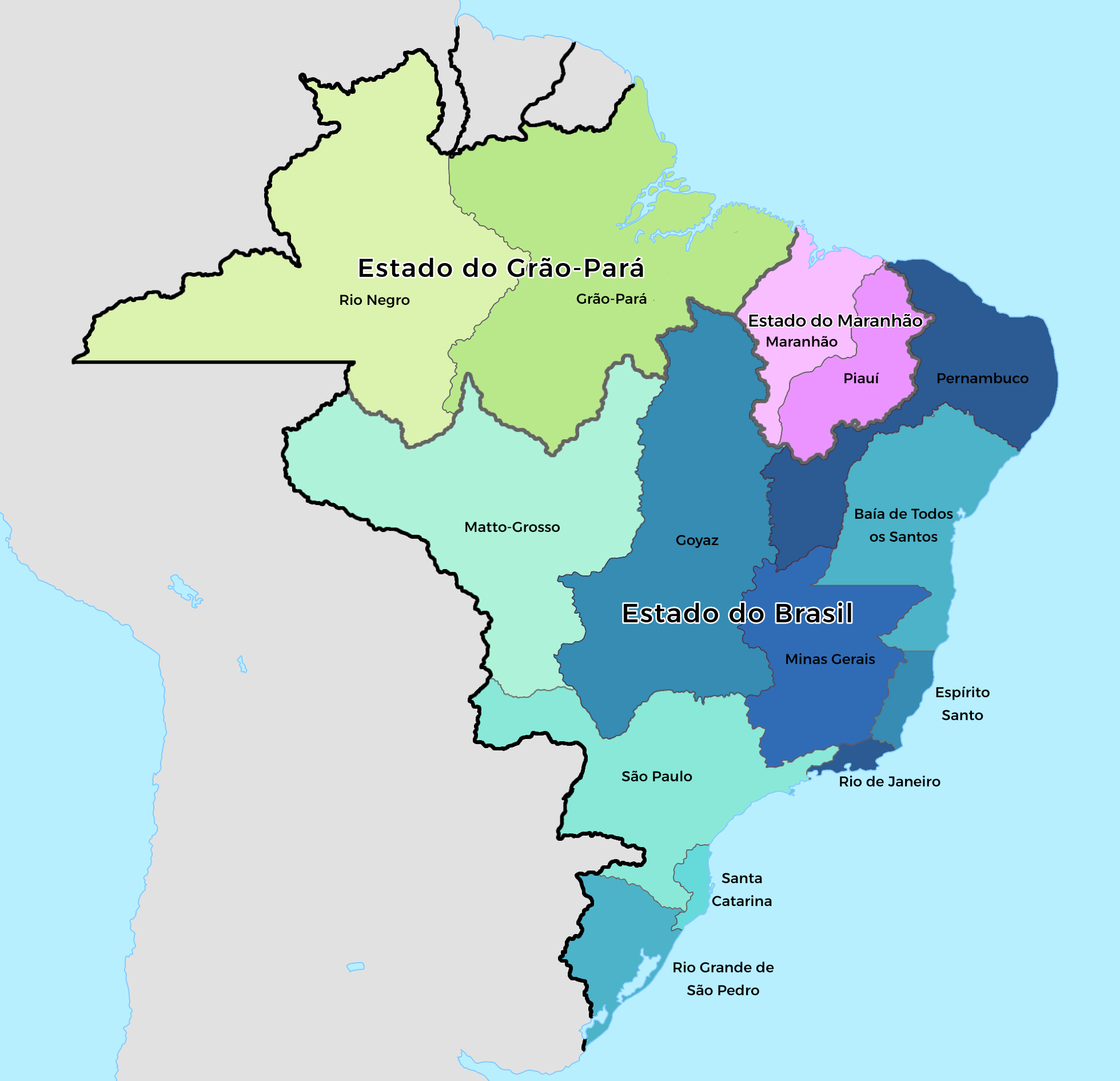
Brasil en 1778.

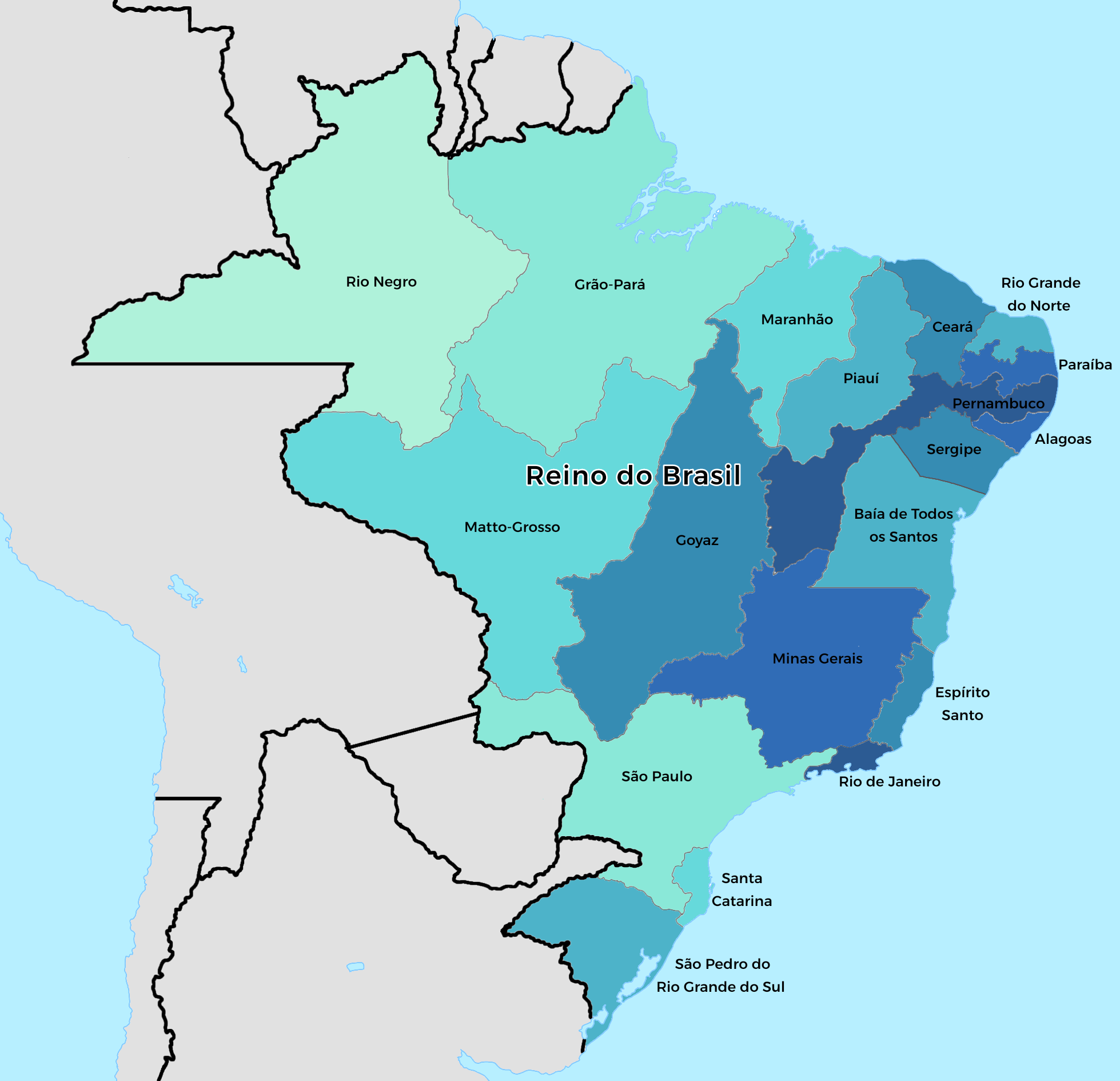
Brasil en 1817.

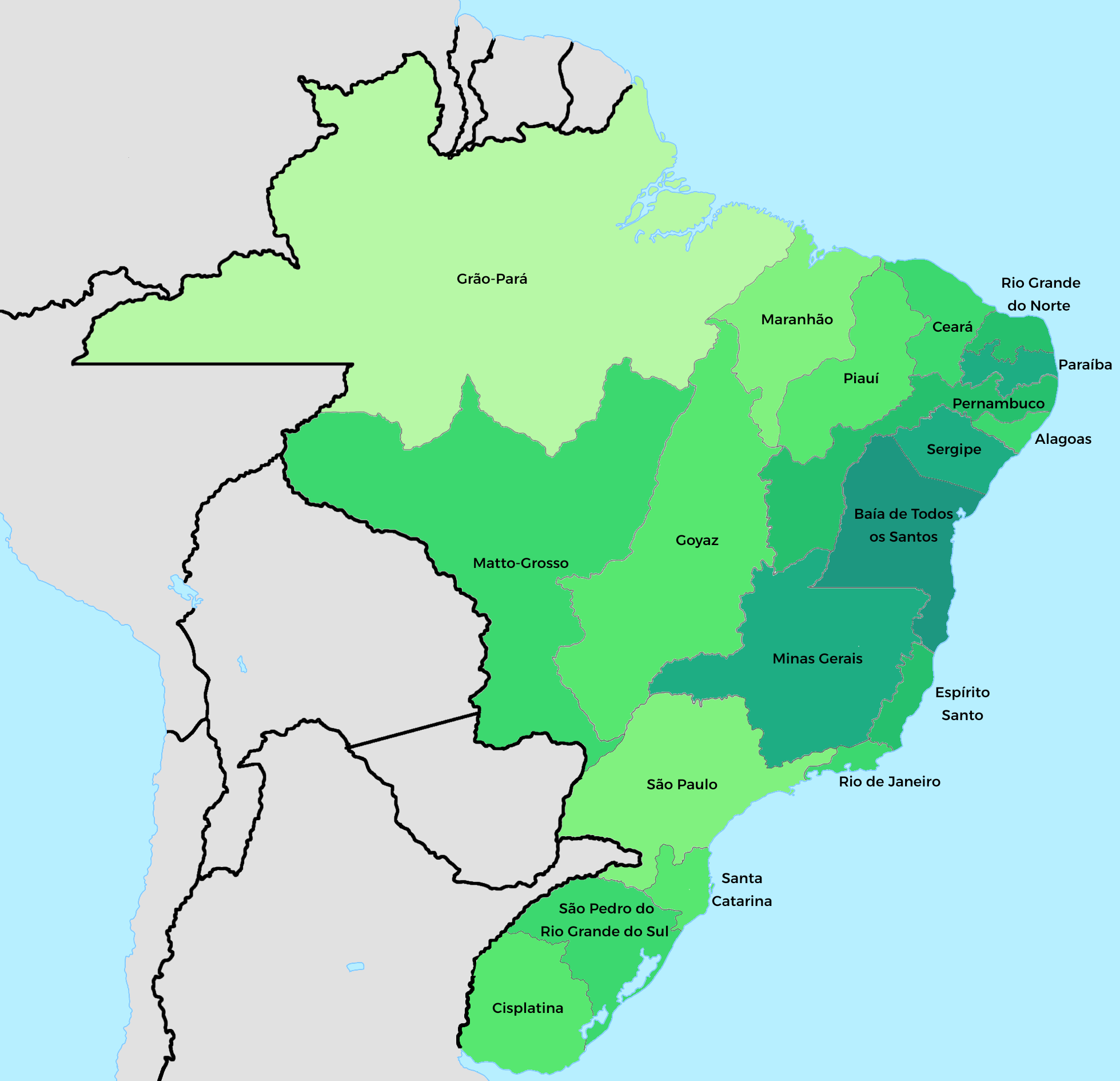
Brasil en 1822.

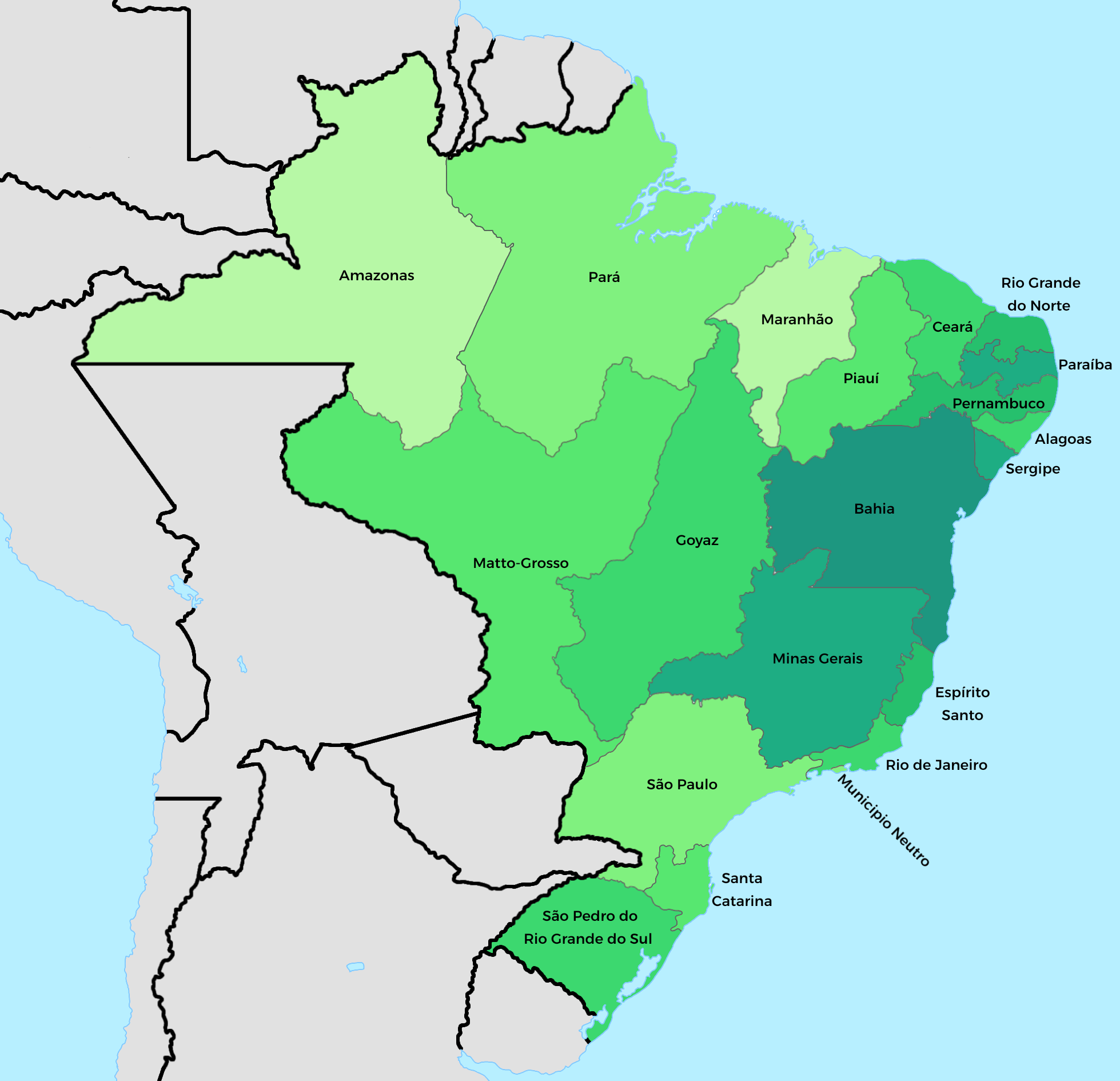
Brasil en 1851.

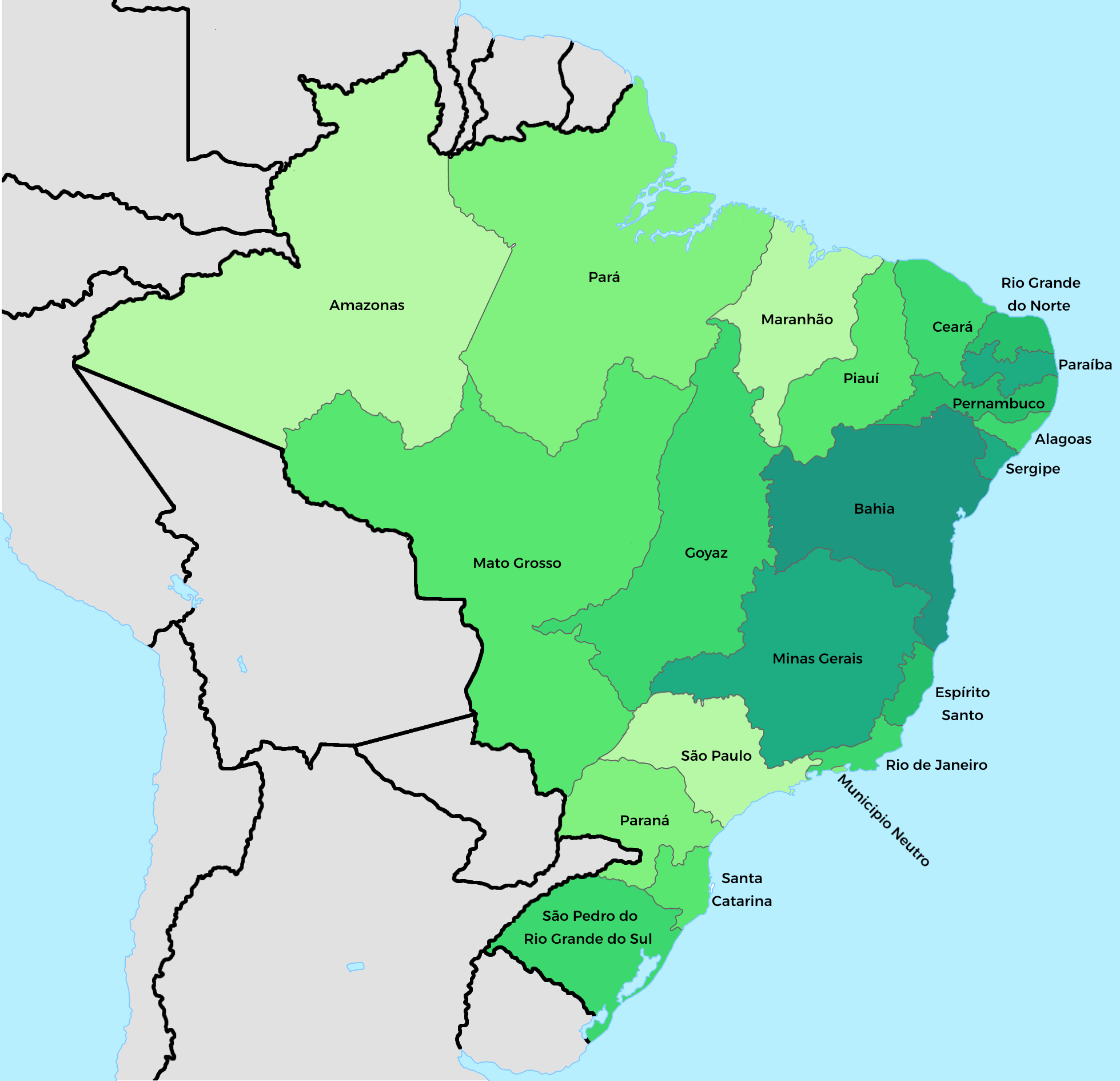
Brasil en 1889.

| 1572 | Sebastián I divide la colonia en dos gobiernos generales: - Gobierno del Norte, con sede en Salvador, responsable por territorios de la capitanía de la Bahía y a la capitanía del Maranhão, y; - Gobierno del Sur, con sede en Río de Janeiro, que administraba los territorios de la capitanía de Ilhéus a la capitanía de Santana. |
| 1616 | Fundación del Fuerte del Presépio, en la bahía de Guajará, dando origen a la ciudad de Santa Maria de Belém do Grão-Pará (actual Belém, capital del estado de Pará) en la capitanía del Gran Pará, la primera fortificación de esta modelo y el más importante en el territorio amazónico, a fin de protegerse de incursiones de neerlandeses e ingleses en búsqueda de especias.                                                                |
| 1621 | La dinastía Filipina con Filipe III (Unión Ibérica) divide el territorio de la América portuguesa en dos unidades administrativas autónomas: - Estado del Maranhão al norte, con capital en São Luís, a fin de asegurar la posesión del territorio y promover el desarrollo. Comprendiendo las capitanías del Gran Pará, del Maranhão y del Ceará, y; - Estado del Brasil al sur, cuya capital era Salvador, comprendiendo las demás capitanías. |
| 1637 | Creación de la capitanía del Cabo Norte, en la región del actual estado de Amapá, extinta a finales del siglo XVII. |
| 1654 | El estado del Maranhão pasa a ser designado Estado del Maranhão y Gran Pará. |
| 1680 | El territorio de la capitanía de Ceará pasó del estado del Maranhão al estado del Brasil, integrándose a la capitanía de Pernambuco. |
| 1718 | Creación de la capitanía de Piauí, separada de la capitanía del Maranhão, integrando el estado del Maranhão. |
| 1751 | El estado del Maranhão pasó a se llamado Estado del Gran Pará y Maranhão, con capital transferida de São Luís hacia Belém. Su extensión territorial comprendía los actuales estados del Amazonas, Roraima, Pará, Amapá, Maranhão y Piauí. |
| 1755 | Creación de la capitanía del Río Negro (actual estado del Amazonas), con sede establecida en la vila de Mariuá (actual Barcelos), segregada de la capitanía del Gran Pará pero permanece integrada al estado del Gran Pará y Maranhão, que pasó a comprender cuatro capitanías: San José del Río Negro, Gran Pará, Maranhão, y Piauí. |
| 1772 | La Corona portuguesa divide el estado del Gran Pará y Maranhão en dos unidades administrativas: - Estado del Gran Pará y Río Negro, con sede en Belém, y; - Estado del Maranhão y Piauí, con sede en São Luís. Así, la América portuguesa pasó a comprender tres unidades administrativas autónomas. |
| 1774 | A fin de centralizar y aumentar el control, los estados del Gran Pará y Río Negro y del Maranhão y Piauí pasan a la condición de capitanías y fueron unificados al estado del Brasil, subordinados al virreinato del Brasil, con sede en Río de Janeiro. |
| 1780 | Creación de pequeñas industrias: tejidos de algodón, cerámicas y velas, manufactura de cordoalhas, mantequilla de tortuga y otras agriculturas como: tabaco, maíz, mandioca, cacao, arroz, algodón, caña-de-azúcar y la pecuária en el valle del río Blanco. |
| 1822 | Ocurre la independencia del Reino de Brasil y las capitanías son denominadas provincias. El Gran Pará vive un periodo de incertidumbre: se convertiría en un país independiente, se uniría al Brasil o continuaría con Portugal. Creada la 1ª Junta del Pará Independiente. Se producen levantamientos de las tropas fieles a Portugal, conocidos como "Guerras de la Independencia", cubrieron las provincias de Pará, Maranhão y Bahía.        |
| 1823 | La capitanía del Gran Pará se unió al Imperio del Brasil independiente, que se separó en el periodo colonial, episodio conocido como "Adhesión del Pará" proclamada por Romualdo Coelho, así la capitanía fue incorporada al Imperio como la provincia del Gran Pará. |
| 1832 | Debido a su pequeña población y una producción mediocre, la provincia del Río Negro fue rebajada administrativamente, siendo nombrada como comarca del Alto Amazonas y subordinada la provincia del Gran Pará. |
| 1835 | Inicia la revolución popular del Cabanagem, tomó Belém y se esparció por toda la Amazonia. Un gobierno del pueblo fue instalado y duró hasta 1838. |
| 1850 | Provincia del Gran Pará fue extinta y desglosada en dos unidades, formando las provincias del Pará y del Amazonas (elevación de la comarca del Alto Amazonas con sede en la ciudad de Nossa Senhora da Conceição da Barra do Rio Negro, actual Manaus), siendo subordinadas al estado del Gran Pará y Río Negro. |
| 1879 | Auge de la fiebre del caucho. |
| 1889 | Después de la proclamación de la república, las provincias pasan a ser denominadas de Estados, y la "provincia del Pará" cambió a "estado de Pará" y la provincia del Amazonas cambió a "estado del Amazonas". |
| 1943 | Creación del territorio federal del Amapá, en área desmembrada del estado de Pará. |
| 1970 | La economía vuelve a levantarse, el crecimiento acelera con la explotación minera (principalmente en la región sudeste del estado), como el hierro en la Sierra de los Carajás y del oro en la Sierra Pelada. |